# SMK (char)
Le char Sergei Mironovitch Kirov (SMK) est un prototype de char lourd soviétique multitourelle.
Pour remplacer les T-35 devenus obsolètes, un nouveau projet de char lourd fut lancé en 1938 à l’usine de chars Kirov à Léningrad. Le principe des tourelles multiples fut retenu mais leur nombre réduit à deux : la principale portait un canon de 76,2 mm L/24, la secondaire un canon de 45 mm L/46.
Le blindage devait être de 60 mm pour pouvoir résister aux obus antichars de 37 mm.
Il était propulsé par moteur essence BD-2 V12 de 400 ch (dérivé des moteurs BMW) et pesait 44,3 tonnes. D'autres sources mentionnent un moteur GAM-34BT de 850 chevaux à 1 850 tr/min, qui donnerait un rapport, sans doute exagéré, puissance/poids de 19 ch/t.
La mise au point du canon de 76,2 mm à haute vélocité rendit inutile la tourelle secondaire et son canon de 45 mm. En décembre 1938, Joseph Kotine (chef du SKB) et Isaak Zaltzman (directeur de la KTZ) proposèrent une variante du SMK mono-tourelle, idée qui fut approuvée le 27 février 1939. Cette variante deviendra le char Kliment Vorochilov (KV).
Le SMK fut incorporé en décembre 1939 au 91e bataillon de chars lourds, unité qui sera rattachée à la 20e brigade blindée engagée lors de la Guerre d’hiver contre la Finlande. Le 19 décembre, l'unique prototype engagé est évacué par son équipage près de Summa et capturé par les finlandais. 
Les essais opérationnels montrèrent que le char KV était bien supérieur au SMK, qui fut abandonné et rapatrié par 6 T-28 puis démonté vers l'usine LKZ de Leningrad.